# Stabkirche Hedalen

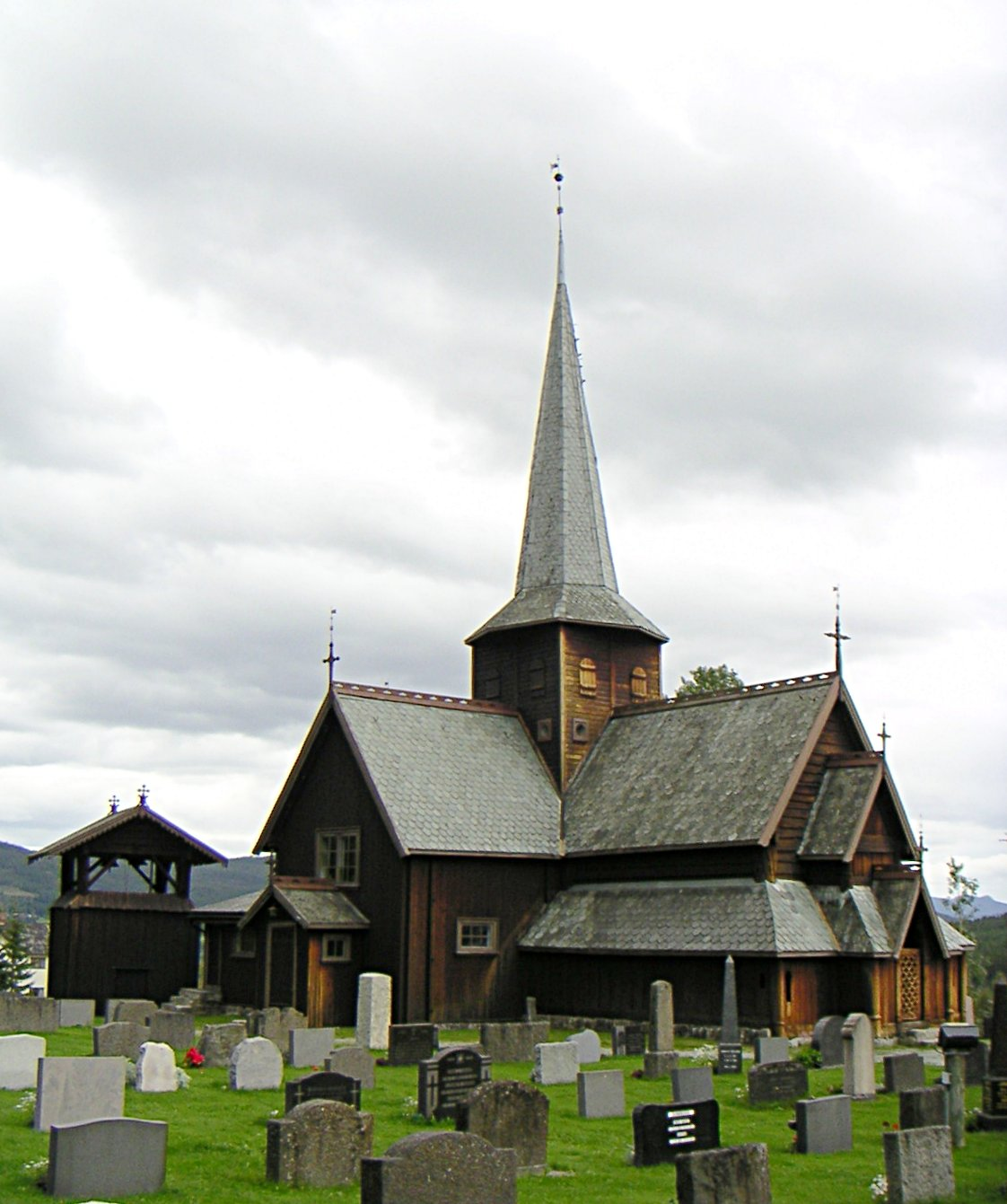
Stabkirche Hedalen

Die Stabkirche Hedalen (oder Stabkirche Hedal, norwegisch Hedalen stavkirke) ist eine norwegische Stabkirche im Seitental Hedal von Sør-Aurdal in Valdres im Fylke Innlandet.

## Geschichte
Erstmals urkundlich erwähnt wurde die Kirche 1327, sie ist aber vermutlich älter und somit die älteste Kirche in Valdres. Die Kirche wurde im Jahr 1699 stark umgebaut und verlor damit ihre ursprüngliche Form als einfache Langkirche mit rechteckigem Schiff, schmalerem Chor und Apsis mit flankierendem Laubengang. Bei den Umbauarbeiten wurde der ursprüngliche Chor durch einen neuen Chor in Blockbauweise ersetzt. Ein Querschiff wurde gebaut und das Längsschiff gegen Osten erweitert. Um 1900 wurde die Kirche restauriert. Mittelalterliche Bausubstanz sind heute nur noch ein erheblicher Teil der Schiffskonstruktion sowie der Laubengang.

## Architektur und Ausstattung
Die Kirche hat ein reich beschnitztes Westportal mit Blattranken und Tiermotiven und einem eisenbeschlagenen Türblatt. Der größte Teil der Ausstattung stammt aus der Zeit nach der Reformation. Es gibt wenige mittelalterliche Gegenstände, wie beispielsweise einen Reliquienschrein mit Drachenköpfen auf den Giebeln und Szenenschnitzereien aus dem Leben Jesu Christi sowie der Ermordung von Thomas Beckett. Zur Einrichtung gehören ein romanisches Taufbecken aus Speckstein und ein Kirchenmodell aus dem 13. Jahrhundert.